# ريهام الشنواني
ريهام الشنواني هي ممثلة ومضيفة طيران مصرية.

## حياتها
ولدت بمدينة الإسكندرية ، بعد اتمام دراستها للثانوية حاولت الالتحاق بمعهد الفنون المسرحية لتقترب من حلمها في التمثيل ، ولكن وفاة والدها حالت دون استكمالها الدراسة في المعهد، التحقت بكلية التجارة انجليزي - قسم اقتصاد - جامعة الاسكندرية ، وبعد تخرجها عملت في احدي شركات الطيران بدولة الإمارات العربية المتحدة ، ولكن نظراً لمرض والدتها عادت إلي القاهرة والتحقت باحدي شركات الطيران فيها

## مسيرتها
ريهام تعشق التمثيل منذ الصغر وكانت متابعة جيدة لأفلام "الابيض والاسود" وكانت تحب جداً الفنان فؤاد المهندس،  ..ورغم ذلك لم يفارقها حلمها في التمثيل
اشتغلت ريهام بمجال الاعلانات بالصدفه ، وقدمت عدد من الاعلانات تركت من خلالها بصمة لدي الجمهور لما تمتلكه من حس كوميدي وحضور فني ، التحقت بعدها بورشة مركز الابداع التابع لوزارة الثقافة ، وتم اختيارها من قبل المخرج "خالد جلال" للمشاركة في مسرحية "سينما مصر" ومسرحية " المحاكمة" التي تم عرضها خلال فعاليات منتدي شباب العالم 2019م.
شاركت ريهام ايضاً في بعض برامج "التوك شو" وعملت بعض الافلام الروائية القصيرة ونالت عن احداها جائزة ، للفنانة ريهام أعما ل فنية ناجحة في السينما والتلفزيون والمسرح ، حاصلة علي جائزة "افضل ممثلة شابة" وذلك عن مسلسل "راجعين يا هوي ، ودايمًا عامر" في مهرجان همسة في دورتة العاشرة 2022م
من ادوارها البارزة ، دور "عزة ابوالهنا" في مسلسل " راجعين يا هوي".

## أعمالها الفنية[1][7]
- اعمل ايه - مسلسل 2022م
- العيلة دي - مسلسل 2022م

- اللعبة3(اللعب مع الكبار) مسلسل 2022م
- دايماً عامر - مسلسل 2022م
- راجعيين يا هوي - مسلسل 2022م
- معالي ماما - فيلم 2022م
- هاشتاج جوزني - فيلم 2022م[8]
- إلا أنا ج2 (قصة بالورقة والقلم) مسلسل 2021م
- سلام مربع - مسرحية 2021م[9]
- العمارة - مسلسل 2020م[10]
- المحاكمة - مسرحية 2019م[11]
- سينما مصر 2019م[12]